# Pietro Bianchi (Turner)
Pietro Bianchi (* 5. März 1883 in Mailand; † 1. Juli 1965 ebenda) war ein italienischer Turner und zweifacher Olympiasieger.
Bei den Olympischen Sommerspielen 1912 in Stockholm gewann er mit dem italienischen Team den Mannschaftsmehrkampf. Im Einzelmehrkampf erreichte er Platz 6. Acht Jahre später bei den Spielen in Antwerpen konnte er im Alter von 37 Jahren nochmals eine Goldmedaille im Mannschaftsmehrkampf erkämpfen.